# Csittszentiván
Csittszentiván (en romanès i oficialment: Sântioana de Mureş, en alemany: Johannisdorf) és un poble a Romania, a la província de Maros (en romanès: Mureș). Administrativament, pertany a Mezőpanit (en romanès: Pănet).

## Localització
El poble es troba en les planes del riu Maros (en romanès: Mureş), a 10 km de la ciutat provincial de Marosvásárhely (en romanès i oficialment: Târgu Mureş), al sud-oest.

## Toponímia
La primera síl·laba del topònim ("Csitt"), prové del fet que en l'Edat Mitjana, entre la ubicació actual del poble i Malomfalva, se situava l'antic poble de Csittfalva, el qual va ser assolat i destruït per complet pels invasors tàtars (una tribu mongol). La població romanent es va traslladar al lloc actual del poble.

## Història
Està esmentat per primera vegada l'any 1303, sota el nom de Sanctus Johannes. La seva primera església medieval existia a l'antic poble de Csittfalva, i va ser usada pels habitants fins a mitjan segle xvii. No obstant això, en 1687 van construir una nova església de fusta.
Al segle xiv, aquí estava situada la residència del regent de Marosszék, László Berényi, la qual existia, encara que en ruïnes, fins a mitjan segle xviii. A principis del segle xviii, la pesta va assolar al poble. En 1910 el poble tenia 1073 habitants, dels quals 865 eren hongaresos, 175 romanesos. En 1992 hi havia 1370 habitants, d'aquesta xifra 1217 eren hongaresos, 131 romanesos i 18 de ètnia gitana. Fins al Tractat del Trianon (1920), el poble pertanyia al Comtat de Maros-Torda, Hongria.

## Monuments
- L'Església Reformada va ser construïda en 1789.
- El museu del poble
- Un kopjafa al pati de l'escola i una porta székely en el mateix lloc.